# Поділ (Полтава)
Поді́л — історична частина міста Полтави у Подільському районі.

## Географія

Будинок на Подолі

Поділ — історична назва частини Полтави розташована в закруті річки Ворскли, на її правому березі. Згідно з сучасним адміністративним поділом міста, до історичного Подолу відносяться мікрорайон «Левада», а також територіальні формування «Лівий Поділ» (місцевість північніше вулиці Небесної Сотні) і «Правий Поділ» (між вул. Небесної Сотні і Левадою). На Подолі мешкають понад 31,8 тисяч жителів (Левада — 13990, Правий Поділ — 11115, Лівий Поділ — 6765). Загальна площа району — близько 640 гектарів.

## Історія
Полтавський Поділ відомий з XVII століття як передмістя — район простолюдинів, ремісників і купців, що простягнувся вздовж Ворскли, між її берегами і фортецею.

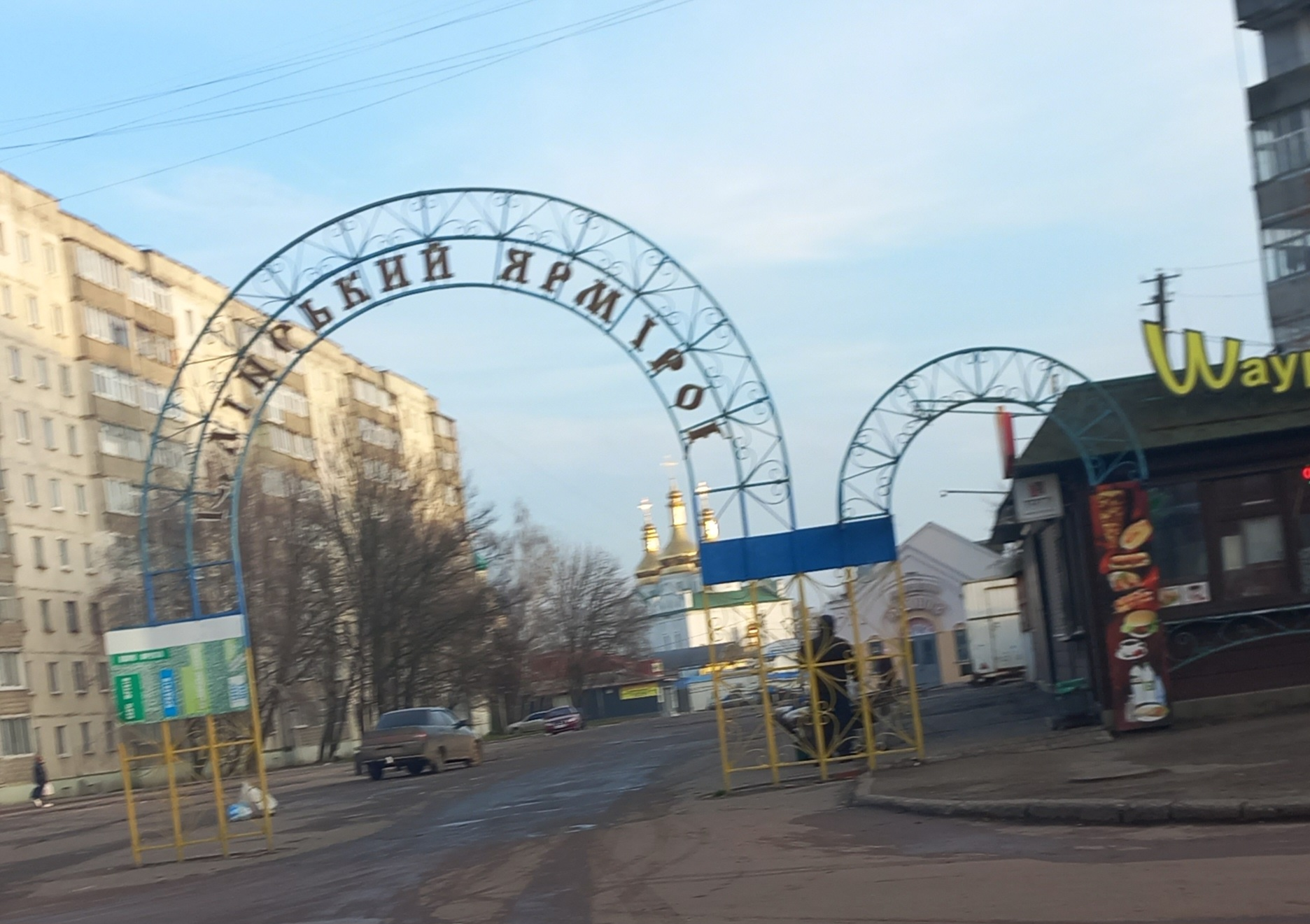
Іллінський ярмарок на Кінній площі,
початок XX століття

Ново-Миколаєвський міст через Ворсклу,
початок XX століття

Панорама Подолу. Початок XX століття

У 1859 році на Подолі налічувалось 45 дворів і 183 жителя. На місці, де зараз знаходиться площа Богдана Хмельницького і оточуючі її багатоповерхівки, з середини XIX століття була велика Кінно-Ярмаркова площа. Саме на цій площі проходив знаменитий Іллінський ярмарок, перенесений з Ромен до Полтави у 1852 році. Спочатку тут продавали коней, худобу, овець, шкіри, віск, мед, олію, горілку, селянські вироби, одяг, землеробські знаряддя тощо. Пізніше майже половина загальної вартості проданих товарів припадала на бавовняні, шовкові, вовняні, лляні і конопляні тканини й сукна. Іллінському ярмарку належало одне з перших місць у країні в торгівлі вовною. Ярмарок також був значним ринком збуту товарів, привезених із-за кордону. Офіційно він тривав з 10 до 20 липня і збирав до 40 тисяч відвідувачів .
В 1883році на Подолі — 34 двори, 197 жителів. В 1887 році вулиці Подолу мали назви Різдвяна (нині нижня частина вулиці Небесної Сотні) і Миколаївська (зараз — Анатолія Кукоби). Було декілька провулків. Подоляни мали і власну церкву Різдва Богородиці (на розі вулиць Анатолія Кукоби і Небесної Сотні). На місці, де зараз знаходиться Полтавський мелькомбінат (вул. Небесної Сотні, 69), знаходився борошномельний паровий млин М. Молдавського.
В 1864 році урядом царської Росії було прийняте рішення збудувати залізницю, яка сполучила б Одесу через Миколаїв, Полтаву та Харків із Москвою. В серпні 1870 року розпочала роботу залізнична лінія Полтава — Кременчук. За Ворсклою було збудовано залізничну станцію, поряд — паровозоремонтні майстерні (1871). Місто зі станцією зв'язував дерев'яний Ново-Миколаївський міст.
З цього часу Поділ стає районом пролетаріату, робітників і залізничників. Яким, за великим рахунком, залишається і досі.
В 1923 році на березі Ворскли (вулиця 50-річчя Радянської влади, нині Старий Поділ) була побудована Полтавська міська електростанція. В 1941 році її потужність сягала 12000 кВт. Під час війни електростанція була зруйнована. але відновлена відразу після визволення Полтави в 1943—1944 роках. Сьогодні це ВАТ «Полтаваобленерго».
В останні три — чотири десятиріччя Поділ розвивається і як зона відпочинку полтавців. В 1970-х роках на березі Ворскли побудований великий спортивно-оздоровчий комплекс «Турист» (проект М. Жданова, архітектор В. Зволинський).
На намивних пісках Приворскля у 1980-х роках розпочалося будівництво експериментального житлового масиву «Левада». По мірі розбудови, яка триває і зараз, жилмасив перетворився в самостійний мікрорайон. У 1994 році на «Леваду» було прокладено тролейбусну лінію, яка з'єднала його з центром міста.

## Промисловість

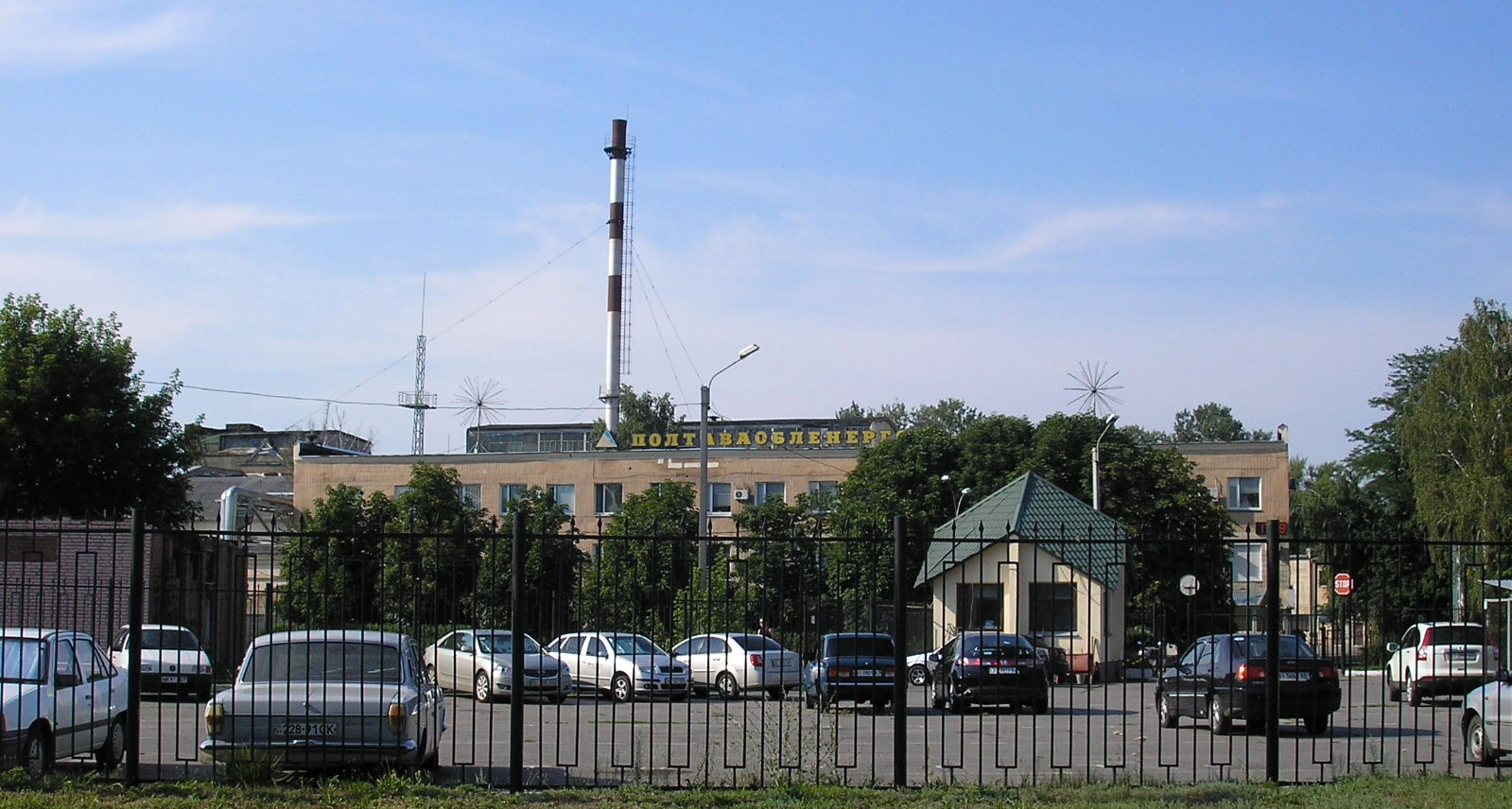
Відкрите акціонерне товариство «Полтаваобленерго»

- Державне підприємство «Полтавський комбінат хлібопродуктів» (вул. Небесної Сотні, 69);
- Відкрите акціонерне товариство «Полтаваобленерго» (вул. Старий Поділ, 5);
- Відкрите акціонерне товариство «Полтавський дослідний механічний завод» (вул. Панянка, 36);
- Відкрите акціонерне товариство «Полтававторресурси» (пр. Миру, 10).

## Освіта, спорт

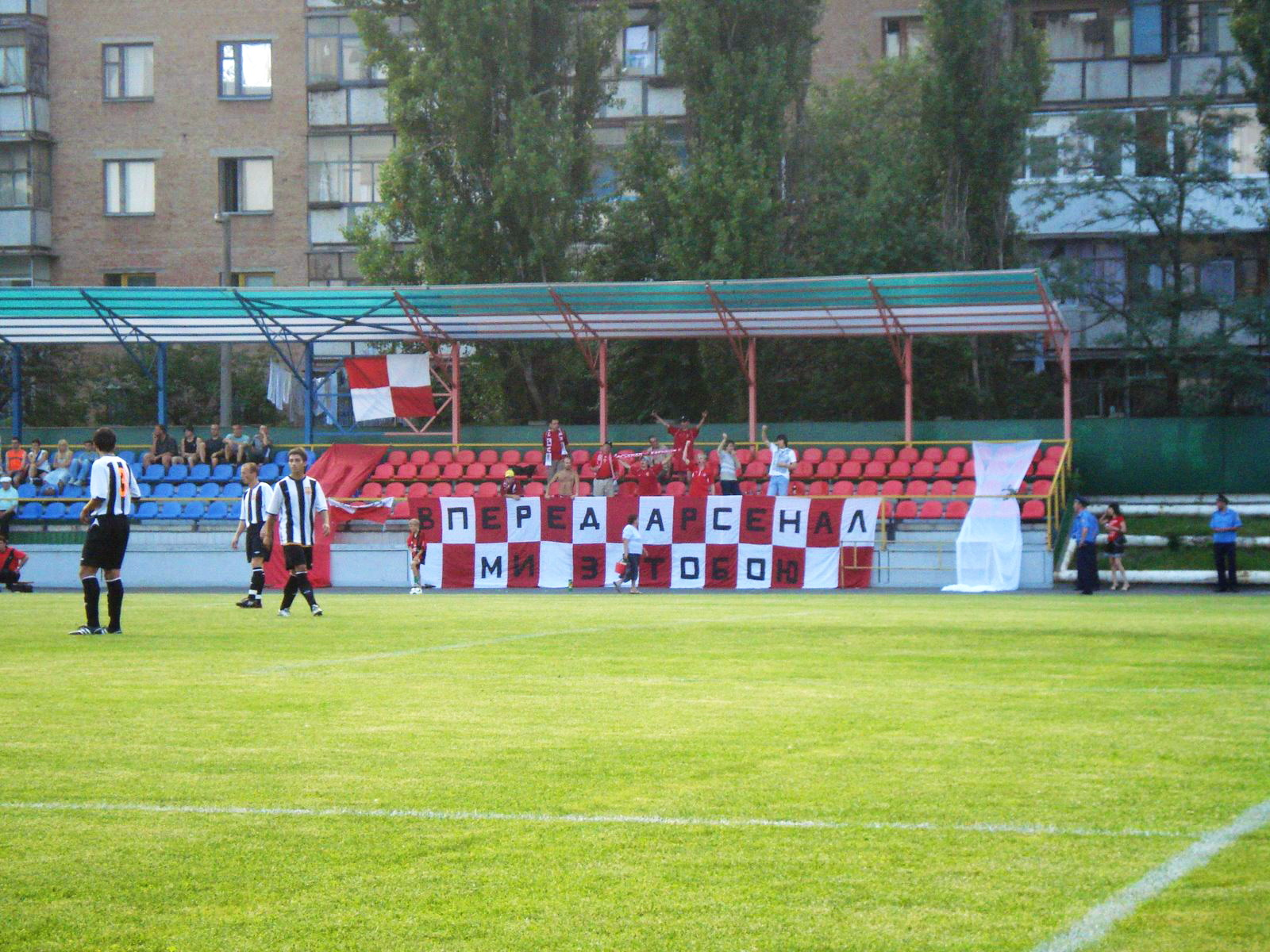
Вулиця Анатолія Кукоби. Стадіон «Локомотив».
Тепер тут грають команди 2-ї ліги

Нещодавно на Подолі (вул. Б. Хмельницького, 20) відкрилася філія КНУКіМ —
Полтавський факультет Київського національного університету культури і мистецтв.
Факультет готує фахівців за спеціальностями:
- спеціаліст міжнародного туризму, перекладач;
- менеджер готельно-ресторанного бізнесу;
- модельєр-перукар;
- режисери естради та масових свят;
- документознавець, менеджер органів державної влади і управління.

На Подолі є чотири загальноосвітні школи: 2-га (вул. Анатолія Кукоби, 10), 20-а (вул. Анатолія Кукоби, 25), 37-а (б-р Б. Хмельницького, 20), гімназія № 17 (б-р Б. Хмельницького, 15).

## Охорона здоров'я
На Леваді знаходиться міський дитячий лікувальний комплекс — Полтавська дитяча міська клінічна лікарня (пр. Рибальський, 10-а). Недалеко від неї — 3-я міська клінічна поліклініка (пр. Рибальський, 10-в).